# Hrabia Dundee
Tytuł Hrabiego Dundee (Earl of Dundee) został utworzony w 1668 dla Johna Scrymgeour, dziedzicznego Królewskiego Chorążego Szkocji i konstabla Dundee. Po jego śmierci król Karol II uznał, że 1. hrabia Dundee nie pozostawił męskich spadkobierców i ogłosił parostwo za wygasłe, przejmując jego ziemie na rzecz Korony.
Dopiero w 1953  udowodniono, że wbrew dawnej królewskiej decyzji, pozostali legalni, męscy spadkobiercy tytułu. Tytuł został w tym samym roku odnowiony i nadany Henry`emu Jamesowi Scrymgeour-Wedderburnowi, jako 11.hrabiemu Dundee. Zaistniała tu niezwykła sytuacja, wskutek, której wymienieni poniżej hrabiowie Dundee żyjący między rokiem 1668 a 1953 nie używali tytułu, a zostali nim zaszczyceni w zasadzie pośmiertnie.

## Informacje ogólne

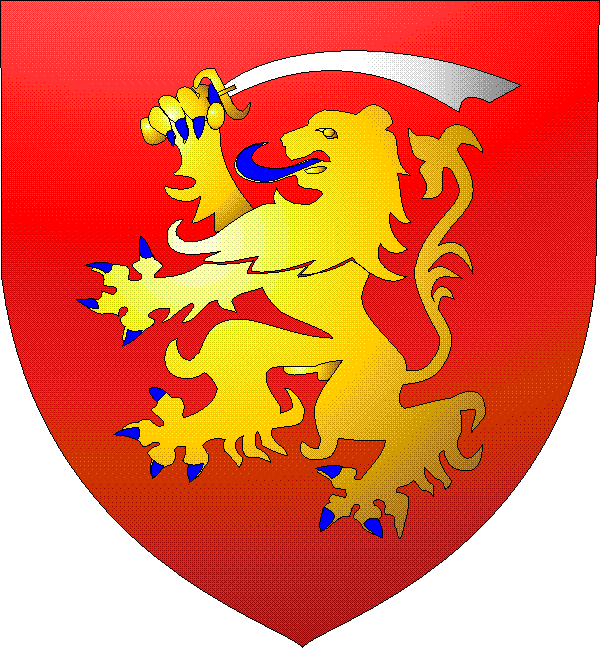
Herb hrabiów Dundee

- Dodatkowymi tytułami hrabiego Dundee są:
  - wicehrabia Dunhope (od 1641 r.)
  - lord Scrymgeour (od 1641 r.)
  - lord Inverkeithing (od 1660 r.)
  - baron Glassary (od 1954 r.)
- Najstarszy syn hrabiego Dundee nosi tytuł lorda Scrymgeour
- Rodowa rezydencja hrabiów Dundee mieści się w Birkhill House, niedaleko Cupar w Fife

Wicehrabiowie Dunhope 1. kreacji (parostwo Szkocji)
- 1641–1643: John Scrymgeour, 1. wicehrabia Dunhope
- 1643–1660: John Scrymgeour, 2. wicehrabia Dunhope

Hrabiowie Dundee 1. kreacji (parostwo Szkocji)
- 1660–1668: John Scrymgeour, 1. hrabia Dundee
- 1668–1698: John Scrymgeour, 2. hrabia Dundee
- 1698–1699: James Scrymgeour, 3. hrabia Dundee
- 1699–1739: Alexander Scrymgeour, 4. hrabia Dundee
- 1739–1772: David Scrymgeour, 5. hrabia Dundee
- 1772–1811: Alexander Scrymgeour, 6. hrabia Dundee
- 1811–1841: Henry Scrymgeour-Wedderburn, 7. hrabia Dundee
- 1841–1874: Frederick Lewis Scrymgeour-Wedderburn, 8. hrabia Dundee
- 1874–1914: Henry Scrymgeour-Wedderburn, 9. hrabia Dundee
- 1914–1924: Henry Scrymgeour-Wedderburn, 10. hrabia Dundee
- 1924–1983: Henry James Scrymgeour-Wedderburn, 11. hrabia Dundee
- 1983 -: Alexander Henry Scrymgeour-Wedderburn, 12. hrabia Dundee

Następca 12. hrabiego Dundee: Henry David Scrymgeour-Wedderburn, lord Scrymgeour